# Myra Lee
Albums de Cat Power
Dear Sir
(1995) What Would The Community Think
(1996)
Myra Lee est le deuxième album de Cat Power. Il est sorti en 1996 mais a été enregistré au même moment que Dear Sir, le précédent album. L'album est intitulé d'après le prénom de sa mère.

## Liste des titres
1. Enough – 5:42
2. We All Die – 5:01
3. Great Expectations – 4:19
4. Top Expert – 3:18
5. Ice Water – 3:39
6. Still in Love (Hank Williams) – 3:29
7. Rockets – 4:42
8. Faces – 4:59
9. Fiance – 0:31
10. Wealthy Man – 5:08
11. Not What You Want – 5:29

## Divers
- La chanson Enough sera repris dans une version différente sur l'album What Would The Community Think sorti en 1996 lui aussi, mais enregistré 2 ans après.
- La chanson Rockets se trouve déjà sur l'album Dear Sir.